# Zonitis fogoensis
Zonitis fogoensis is een keversoort uit de familie van oliekevers (Meloidae). De wetenschappelijke naam van de soort is voor het eerst geldig gepubliceerd in 1985 door Kaszab & Geisthardt.